# Richard Swinburne

Richard Swinburne w 2009 roku, Librairie Vrin, Paryż.

Richard Granville Swinburne (ur. 26 grudnia 1934) – brytyjski filozof, emerytowany profesor na Uniwersytecie Oksfordzkim, gdzie wykładał filozofię religii chrześcijańskiej.

## Kariera
W roku 1957 uzyskał licencjat na swym uniwersytecie w zakresie filozofii i nauk politycznych i ekonomicznych, kontynuując studia filozoficzne i teologiczne. W latach 1961–63 przebywał na Uniwersytecie w Leeds, prowadząc badania z historii i filozofii nauki. Od roku 1963 do 1972 był wykładowcą filozofii na uniwersytecie w Hull, a od 1972 do 1984 na uniwersytecie w Keele. W 1985 roku otrzymał profesurę filozofii religii chrześcijańskiej Uniwersytetu Oksfordzkiego. W 1992 roku został przyjęty do Akademii Brytyjskiej. W latach dziewięćdziesiątych zmienił wyznanie z anglikanizmu na prawosławie.

## Poglądy epistemologiczne
Swinburne jest epistemologicznym fundacjonalistą. W nowszych pracach nie zajmuje ostatecznego stanowiska w sporze między internalizmem, a eksternalizmem, zwraca jednak uwagę na dobro i obowiązek posiadania racjonalnych (internalistycznie) przekonań w sferze religii. Ściśle mówiąc, przez racjonalne przekonanie należy tu rozumieć takie przekonanie, które jest efektem adekwatnych dociekań podmiotu i którego prawdziwość jest logicznie prawdopodobna w świetle świadectw, którymi podmiot dysponuje, a świadectwa te są sądami bazowymi akceptowanymi w (obiektywnie) uzasadnionym stopniu. 
Mimo że Swinburne akceptuje możliwość posiadania racjonalnych bazowych (nieopartych na innych przekonaniach) przekonań religijnych, to jego poglądy epistemologiczne stawiają go w opozycji do tzw. epistemologii reformowanej i leżą u fundamentów jego dzieła apologetycznego. Sugestywna jest w tej materii odpowiedź Swinburne'a udzielona podczas jednego z wywiadów - na pytanie dotyczące wątpliwości w wierze odpowiedział on: "Myślę, że dowody wskazują na prawdziwość tradycyjnego chrześcijaństwa. Do takiego wniosku dochodzę zawsze, gdy je rozważam".

## Wkład do filozofii religii
Swinburne jest autorem szeroko dyskutowanych książek z zakresu filozofii religii - m.in. trylogii dotyczącej teizmu (1977, 1979, 1981) oraz tetralogii dotyczącej doktryn chrześcijańskich (1989, 1991, 1994, 1998). Sam Swinburne za swoją najważniejszą książkę uważa The Existence of God, w której prezentuje wieloetapowy, probabilistyczny argument na rzecz istnienia Boga, którego konkluzja brzmi: "teizm jest bardziej prawdopodobny niż jego zaprzeczenie". Argument taki zyskał miano argumentu kumulatywnego na istnienie Boga. W książkach The Resurrection of God Incarnate oraz Revelation, autor wykorzystuje twierdzenie Bayesa w celu sformalizowania swoich argumentów na rzecz prawdziwości chrześcijańskiego objawienia.
Mimo że Swinburne należy do Kościoła Prawosławnego to popiera tezę pochodzenia Trzeciej Osoby Trójcy Świętej od obu pierwszych Osób, a nie jedynie od Pierwszej Osoby. Swinburne - przy (zgodnym z tradycją teologiczną) założeniu, że Osoby Boskie nie posiadają haecceitas - argumentuje, że dowolna Osoba Boska będzie różną od dowolnej innej tylko jeśli znajduje się w innej relacji do pozostałych Osób. Gdyby więc zarówno Druga, jak i Trzecia Osoba pochodziły od Pierwszej to byłyby ze sobą tożsame - byłyby tą samą Osobą.
Swinburne jest jednym z najbardziej wpływowych apologetów chrześcijańskich. Kelly James Clark nazywa go "głównym racjonalnym apologetą naszej epoki".

## Tytuły doktora honoris causa

### Katolicki Uniwersytet Lubelski Jana Pawła II[7]

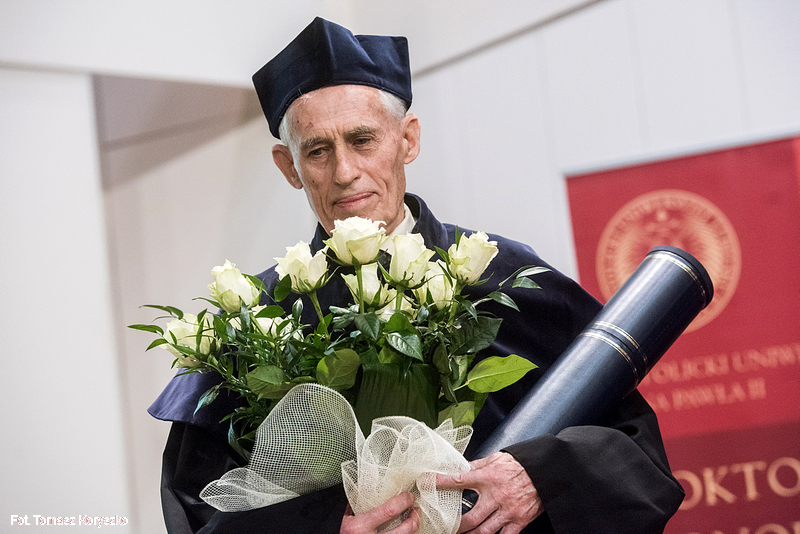
Richard Swinburne - Doktor honoris causa KUL (photo Tomasz Koryszko, KUL)

Senat Katolickiego Uniwersytetu Lubelskiego Jana Pawła II, na wniosek Rady Wydziału Filozofii z dnia 23 października 2014 r., nadał tytuł doktora honoris causa Katolickiego Uniwersytetu Lubelskiego Jana Pawła II profesorowi Richardowi Swinburne'owi. Uroczystość odbyła się 17 listopada 2015 r. Autorami opinii (rekomendacji nadania tytułu) byli prof. Piotr Gutowski i prof. Ireneusz Ziemiński. Laudację wygłosił o. prof. Marcin Tkaczyk.
W uzasadnieniu Senatu KUL czytamy: "Przyznając ten tytuł Katolicki Uniwersytet Lubelski Jana Pawła II pragnie wyrazić szacunek i uznanie dla działalności naukowej profesora Richarda Swinburne'a, jednego z najwybitniejszych współczesnych filozofów religii. Imponujący dorobek naukowy o zasięgu światowym, wyrażający się przede wszystkim w przekonujących próbach uzasadniania 
teizmu oraz podstawowych doktryn religii chrześcijańskiej, wieloaspektowa działalność organizacyjna i wykładowa na rzecz rozwoju filozofii religii w świecie, a przede wszystkim jego autentyczna 
chrześcijańska postawa życiowa, ucieleśnia wzorzec chrześcijanina, którego wiara przenika myśli i życie.
Richard Swinburne realizuje scholastyczny ideał fides quaerens intellectum, czyli wiary poszukującej zrozumienia, konsekwentnie podtrzymywany i przypominany przez Kościół, choćby w encyklice Jana Pawła II Fides et ratio, zaś całemu chrześcijaństwu dostarcza intelektualnych narzędzi do rozmowy z coraz liczniejszymi rzeszami ludzi niewierzących". Podczas uroczystości Richard Swinburne wygłosił wykład pt. Moja teologia naturalna.

### Chrześcijański Uniwersytet Dimitrie Cantemira w Bukareszcie
31 marca 2016 roku Senat Chrześcijańskiego Uniwersytetu Dimitrie Cantemira w Bukareszcie nadał mu tytuł doktora honoris causa za całokształt działań i operacji w dziedzinie filozofii oraz teologii.

## Ważniejsze książki
- Space and Time, London: Macmillan and Co. Ltd., 1968
- The Concept of Miracle, St Martin's Press, 1970
- An Introduction to Confirmation Theory, London: Methuen, 1973
- The Coherence of Theism, Oxford University Press, 1977, ISBN 83-7006-374-8 (nowe, poprawione wydanie 1993) Spójność teizmu, wyd. pol. w przekładzie Tadeusza Szubki z wydania poprawionego, Znak, Kraków 1995
- The Existence of God, Oxford University Press, 1979 (nowe, poprawione wydanie 2004)
- Faith and Reason, Oxford University Press, 1981 (nowe, poprawione wydanie 2005)
- Personal Identity, Wiley-Blackwell, 1984 (razem z S. Shoemakerem)
- The Evolution of the Soul, Oxford University Press, 1986, ISBN 0-19-823698-0 (nowe, poprawione wydanie 1997)
- Miracles, MacMillan, New York, 1989.
- Responsibility and Atonement, Oxford University Press, 1989
- Revelation: From Metaphor To Analogy, Oxford University Press, 1991 (nowe, poprawione wydanie 2007)
- The Christian God, Oxford University Press, 1994
- Is There a God?, Oxford University Press, USA 1996, ISBN 0-19-823545-3, Czy istnieje Bóg? wyd. pol. w przekładzie Ireneusza Ziemińskiego, W drodze, Poznań 1999
- Simplicity as Evidence of Truth, Marquette University Press, The Aquinas Lecture, 1997
- Providence and the Problem of Evil, Oxford University Press, 1998
- Epistemic Justification, Oxford University Press, 2001
- The Resurrection of God Incarnate, Oxford University Press, 2003
- Mind, Brain, and Free Will, Oxford University Press, 2013